# Coing
Pour les articles ayant des titres homophones, voir Coin, Coings et Coingt.

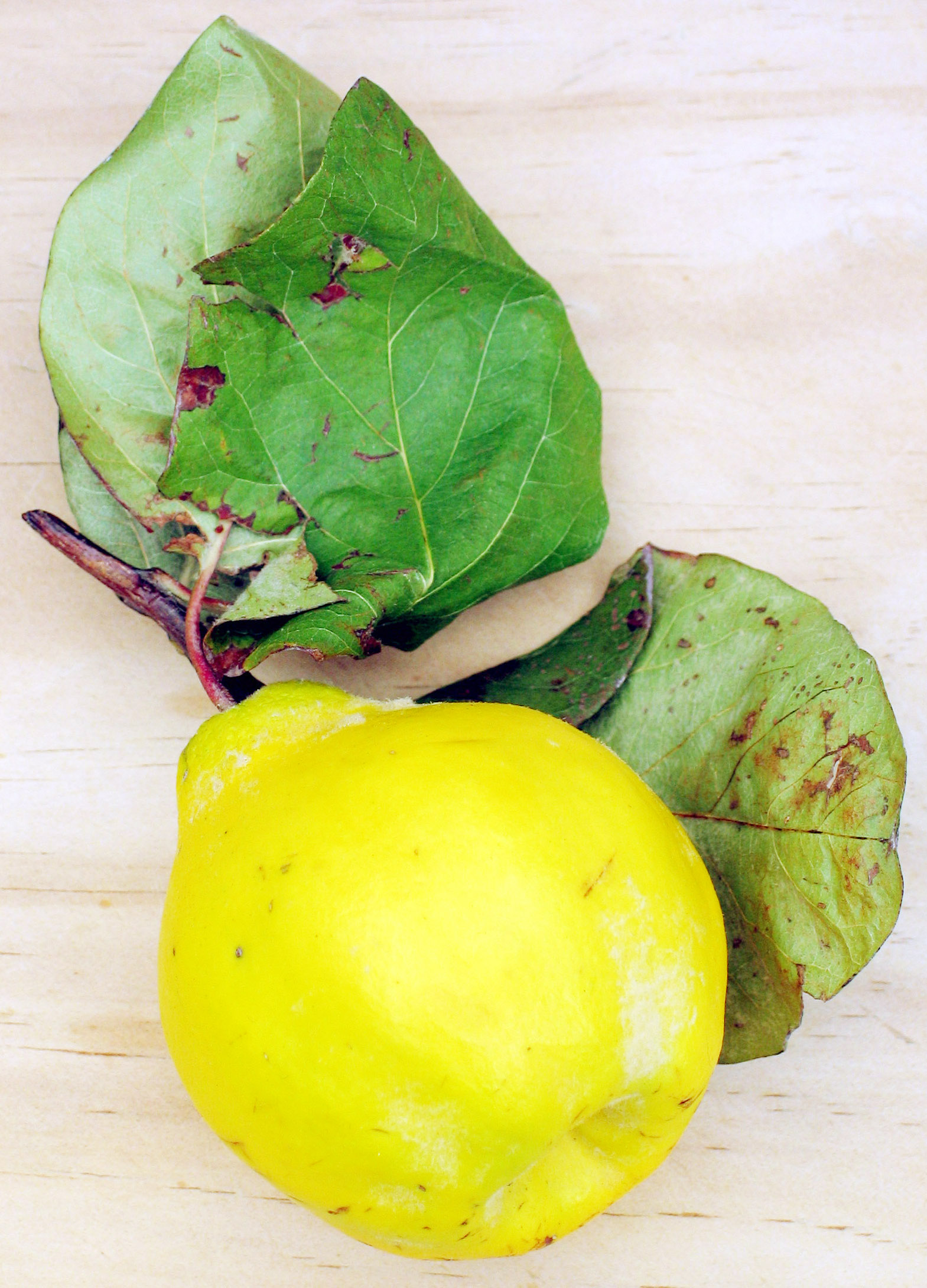
Un coing et ses feuilles.

Le coing est le fruit du cognassier (Cydonia oblonga). Piriforme et volumineux, il est cotonneux en surface et, à maturité, il est jaune et très odorant.
La maturité complète du coing demande un climat méditerranéen à longue période de chaleur (Portugal, Grèce, Turquie...). Il peut alors être consommé cru. Dans les régions moins méridionales, au climat tempéré plus frais, ce n'est pas le cas sauf pour certaines variétés à court cycle de fructification (Cognassier Aromatnaya, Cognassier Kuganskaya) qui peuvent parfois arriver à maturité quasi complète par un automne particulièrement chaud. Sinon, les coings restent durs, astringents et acides et ne peuvent être consommés qu'après cuisson. Une ancienne méthode les laissait exposés aux gelées pour les ramollir et éliminer un peu de tanin.
Les fruits sont utilisés principalement pour confectionner des gelées, des confitures, de la pâte ou des gâteaux. Les coings peuvent également être rôtis au four, ou être utilisés dans la préparation de tajines de mouton ou de volaille. Enfin, le coing peut être distillé et l'on en obtient ainsi une liqueur. En Europe de l'Est, le coing est utilisé comme légume, dont on fait une soupe d'hiver.
Le fruit était connu dans la Grèce antique. Sa variété la plus appréciée venait de la région de La Canée (« Kydonia ») sur la côte nord-ouest de la Crète : elle était appelée « μῆλον κυδώνιον (Mêlon Kudonion) », soit « pomme de Cydon », d'où le nom scientifique du genre, « Cydonia », attribué au cognassier.

## Caractéristiques botaniques
Comme la pomme ou la poire, le coing est au niveau botanique un faux-fruit dérivant d'un ovaire infère adhérent. Après la fécondation, le réceptacle floral se développe en même temps que le fruit. Le péricarpe est charnu à l'extérieur et cartilagineux à l'intérieur (trognon, nom vulgaire correspondant à l'endocarpe que l'on peut assimiler à un noyau). Le vrai fruit est ce trognon issu de la transformation de l'ovaire, formant un noyau peu lignifié qui contient les graines « les pépins » distribués dans cinq loges carpellaires. Le coing est donc un piridion pour les botanistes.

## Valeur nutritive
| Coing cru valeur nutritive pour 100 g, d'après DTU et Phenol-Explorer |                         |                         |                              |
| eau : 83,3 g                                                          | cendres totales : 0,4 g | fibres : 1,9 g          | valeur énergétique : 57 kcal |
| protéines : 0,4 g                                                     | lipides : 0,1 g         | glucides : 15,3 g       | sucres simples : 13,3 g      |
| oligo-éléments                                                        |                         |                         |                              |
| potassium : 197 mg                                                    | magnésium : 8 mg        | phosphore : 17 mg       | calcium : 11 mg              |
| sodium : 4 mg                                                         | cuivre : 0,13 mg        | fer : 0,70 mg           | zinc : µg                    |
| vitamines                                                             |                         |                         |                              |
| vitamine C : 15 mg                                                    | vitamine B1 : 20 µg     | vitamine B2 : 30 µg     | vitamine B3 : 200 µg         |
| vitamine B5 : 81 µg                                                   | vitamine B6 : 40 µg     | vitamine B9 : 0 µg      | vitamine B12 : 0 µg          |
| vitamine A : 2 UI                                                     | rétinol : 0 µg          | vitamine E : µg         | vitamine K : µg              |
| acides gras                                                           |                         |                         |                              |
| saturés : 0,0 mg                                                      | mono-insaturés : 0,0 mg | poly-insaturés : 0,0 mg | cholestérol : 0 mg           |

Comme les poires, les coings contiennent des amas de cellules « pierreuses » (sclérenchymateuses) donnant à leur chair une consistance granuleuse.
Les coings sont des fruits acides (pH autour de 3,7 pour plusieurs cultivars). Ils contiennent de l'acide malique (0,78 %), tartrique (0,22 %), acétique (0,12 %), oxalique (0,06 %) et très peu d'acide citrique.
Les sucres prédominants sont le fructose (10,8 %) puis le glucose (5,1 %).
Les fruits crus sont en général riches en fibres alimentaires et en pectines (0,53 % de la matière fraîche comme pour la pomme).
Points forts du coing : contient très peu de graisses saturées, de cholestérol et de sodium. C'est une bonne source de fibres alimentaires et de cuivre et une très bonne source de vitamine C.

### Polyphénols
Les coings sont riches en polyphénols.
| Polyphénols totaux du coing cru d'après Silva. et al. 2002 | Polyphénols totaux du coing cru d'après Silva. et al. 2002 |
| Peau                                                       | Pulpe                                                      |
| ---------------------------------------------------------- | ---------------------------------------------------------- |
| 243 - 1 738 mg/kg                                          | 11,7 - 268,3 mg/kg                                         |

Les trois classes de polyphénols les plus abondants sont : les acides phénols, les flavanols et les flavonols.
| Coing, cru, pelé valeur pour 100 g, d'après Phenol-Explorer |                                      |                                     |                                      |
| Acides hydroxycinnamiques                                   |                                      |                                     |                                      |
| acide 3-caféylquinique : 3,70 mg                            | acide 4-caféylquinique : 0,52 mg     | acide 5-caféylquinique : 8,59 mg    | acide 3,5-dicaféylquinique : 0,58 mg |
| Flavanols et proanthocyanidols                              |                                      |                                     |                                      |
| (+)-catéchine : 0,75 mg                                     | (-)-épicatéchine : 0,67 mg           | procyanidine dimère B1 : 0,73 mg    | procyanidine dimère B2 : 1,34 mg     |
| procyanidine dimère B3 : 0,10 mg                            | procyanidine dimère B4 : 0,24 mg     | procyanidine dimère B5 : 0,12 mg    | procyanidine tridimère C1 : 0,94 mg  |
| Flavonols                                                   |                                      |                                     |                                      |
| quercétine 3-O-galactoside : 0,08 mg                        | quercétine 3-O-galactoside : 0,08 mg | quercétine 3-O-rutinoside : 0,51 mg | quercétine 3-O-rutinoside : 0,51 mg  |

On trouve des acides phénoliques : plusieurs esters de l'acide caféique et de l'acide quinique, comme l'acide chlorogénique (acide 5-caféylquinique), composant actif des feuilles d'artichauts ou du café. Ce sont des antioxydants protégeant le LDL et l'acide linolénique des attaques oxydatives.
Les coings crus sont astringents en raison de leur richesse en flavanols monomères et oligomères (les tanins condensés ou proanthocyanidols).
La cuisson en milieu acide produit une décomposition des tanins condensés amer-astringents en anthocyanidols (cyanidol et delphinidol), pigments colorés brun cramoisi, sans astringence.
Les flavonols sont aussi abondants : quercétine 3-rhamnoside, quercétine 3-xyloside, quercétine 3-galactoside, rutine, kaempférol 3-glucoside et kaempférol 3-rutinoside.
La flaveur typique du coing vient principalement du 2-méthyle-2-butenoate, développant une flaveur fruitée.
Le composé phénolique le plus important de la confiture de coing est l'acide 5-O-caféyl quinique et celui de la gelée est le quercétol 3-galactoside.

## Utilisation

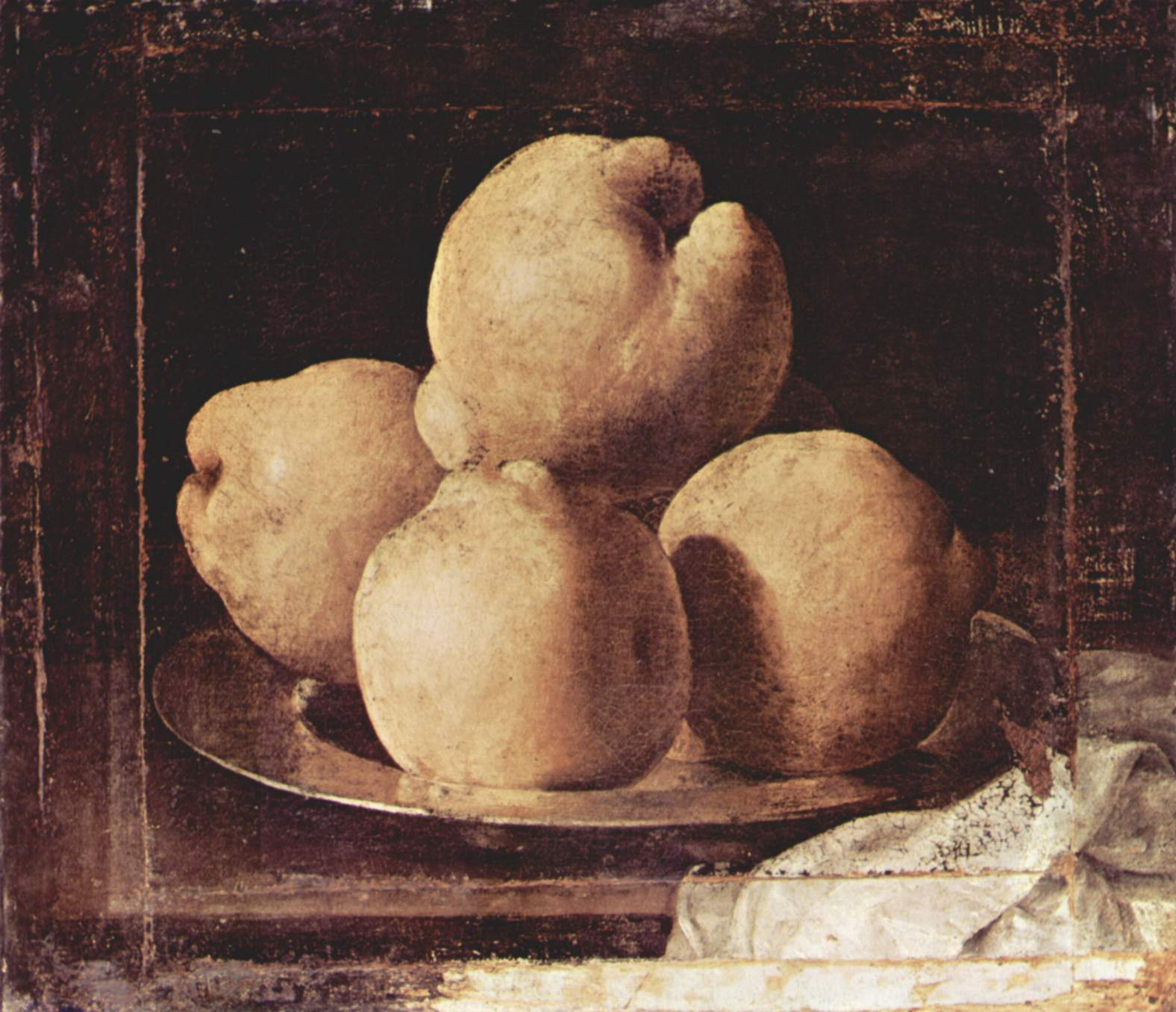
Nature morte de Francisco de Zurbarán.

Le coing était déjà cultivé depuis 4 000 ans dans l'ancienne Perse et l'Anatolie. Il a été un fruit très apprécié en Europe et en Asie centrale, entre les XVIe et XVIIIe siècles mais a depuis perdu beaucoup de sa faveur dans ces régions.

### Alimentation
Le coing, aromatique et riche en pectines, permet l'élaboration de gelées et de pâtes.
On ajoute parfois quelques dés de coing aux tartes aux pommes, à la confiture ou à la compote de pommes pour en améliorer la saveur.
Le terme « marmelade », signifiait à l'origine « confiture de coing ». Il dérive du portugais marmelada, qui a conservé ce sens, et dérive du nom portugais du fruit marmelo,.
La pulpe du fruit devient rouge après un long temps de cuisson. En Espagne, au Venezuela, en Argentine, au Chili et en Uruguay, il est cuit pour faire un bloc de pâte rougeâtre appelé dulce de membrillo consommé en sandwich avec du manchego.
Dans la cuisine maghrébine, le coing est un ingrédient des tajines préparées avec de l'épaule et du carré de côtelettes de mouton, ou jarret de veau.
Dans les Balkans, on fabrique un alcool de coing.
La gelée de coing est la base du cotignac.
En Chine, une boisson très riche en vitamine C est fabriquée à base de coings par la société japonaise Asahi Beer.

### Médicinale
Dans certaines régions d'Afghanistan, les graines de coing sont recueillies et bouillies, puis ingérées pour lutter contre la pneumonie.
Selon la tradition locale maltaise, une cuillère à café de confiture dissoute dans une tasse d'eau bouillante soulage l'inconfort intestinal.
C'était un des constituants du diaprun solutif de la pharmacopée maritime occidentale au XVIIIe siècle.
Le coing, dont certains s’attachent à penser qu’il était la pomme d’or du jardin des Hespérides, aurait, confit au miel, calmé les pleurs et les agitations du jeune Zeus. 
L’astringence du coing due à ses tanins, ainsi que celles dues à ses fibres (pectines) sont les principales propriétés de ce fruit en médecine Hippocratique. Les vertus étaient nombreuses : surtout digestives et antitoxiques (remède favorisant la digestion, soignant les diarrhées, les entérites, antidote contre les poisons, remède contre la toux et autres pharyngite ou laryngite, contre les brûlures, les engelures, les gerçures des lèvres et … les hémorroïdes, grâce à une décoction faite avec le mucilage entourant les graines.

#### Pline
Pline l'Ancien écrivait déjà :

« Cuits ou crus, on les applique en forme de cérat dans les douleurs d’estomac. Le duvet qui les couvre guérit les anthrax. Cuits dans du vin et appliqués avec de la cire, les coings rendent les cheveux aux têtes chauves. Ceux que l’on confit crus dans du miel sont laxatifs; ils ajoutent beaucoup à la suavité du miel, et le rendent meilleur à l’estomac. Quant à ceux que l’on confit cuits dans du miel, quelques-uns les font piler avec des feuilles de roses bouillies, et les donnent pour aliment dans les maladies de l’estomac.
Le suc des coings crus est bon pour la rate, pour l’orthopnée, pour l’hydropisie ainsi que pour les affections des mamelles, pour les condylomes et les varices. Les fleurs fraîches ou séchées s’emploient dans les ophtalmies, les hémoptysies et les pertes. En les pilant avec du vin doux, on en fait un suc adoucissant, qui est avantageux dans le flux céliaque et dans les affections du foie. Avec la décoction de ces fleurs on fait des fomentations dans les chutes de la matrice et du rectum. On tire des coings une huile que nous avons appelée mélinum (XIII, 2, 6) : pour cela il faut qu’ils ne soient pas venus dans des lieux humides, ce qui fait qu’on estime le plus ceux de la Sicile. Le coing struthie, quoique très voisin des précédents, est moins bon. On trace sur le sol, autour de la racine de ce cognassier, un cercle avec la main gauche, et on l’arrache en la nommant, et en disant pour qui on l’arrache : portée en amulette, elle guérit les écrouelles. »

#### Rabelais: Panurge et le coing
« Quant à Panurge, il s’écrie :
– Mangez un peu de ce pasté de coins : ilz ferment proprement l’orifice du ventricule a cause de quelque stypticité joyeuse qui est en eulx, et aydent a la concoction première.
– Mangez un peu de ce pâté de coings : ces fruits ferment comme il faut l’orifice du ventricule grâce à quelque heureuse propriété astringente qu’ils possèdent, et aident à la première digestion. »

— Rabelais, Tiers Livre, chapitre 32

#### Hildegarde de Bingen
Très célèbre diététicienne de son époque, Hildegarde de Bingen (1098-1179) écrit à propos du coing :

« Le cognassier est plus froid : il est assimilé à la ruse, qui est tantôt utile, tantôt inutile; mais ses feuilles et son bois ne sont pas très utiles pour l’usage de l’homme; son fruit est chaud et sec, il a un bon tempérament, et, quand il est mûr, mangé cru, il ne fait de mal ni aux malades ni aux bien-portants. Cuit ou grillé, il est très bon à manger pour les bien-portants et pour les malades. De fait, celui qui est attaqué par la goutte doit souvent manger de ce fruit, cuit ou grillé; ainsi la goutte s’apaise en lui, si bien qu’elle ne blesse pas ses sens et n’abîme pas ses membres.
Celui qui crache beaucoup de salive mangera souvent de son fruit, cuit ou grillé : il asséchera l’intérieur de son organisme, de sorte que la salive diminuera en lui. Lorsque, chez un homme, se trouvent des ulcères ou de la fétidité, il devra faire cuire ou griller ce même fruit, le placer sur les plaies avec d’autres condiments, et il guérira. »

## Production
| Production en tonnes, pour 2004-2005, 2017 FAOSTAT (FAO) Base de données de la FAO | Production en tonnes, pour 2004-2005, 2017 FAOSTAT (FAO) Base de données de la FAO | Production en tonnes, pour 2004-2005, 2017 FAOSTAT (FAO) Base de données de la FAO | Production en tonnes, pour 2004-2005, 2017 FAOSTAT (FAO) Base de données de la FAO | Production en tonnes, pour 2004-2005, 2017 FAOSTAT (FAO) Base de données de la FAO | Production en tonnes, pour 2004-2005, 2017 FAOSTAT (FAO) Base de données de la FAO | Production en tonnes, pour 2004-2005, 2017 FAOSTAT (FAO) Base de données de la FAO | Production en tonnes, pour 2004-2005, 2017 FAOSTAT (FAO) Base de données de la FAO |
| ---------------------------------------------------------------------------------- | ---------------------------------------------------------------------------------- | ---------------------------------------------------------------------------------- | ---------------------------------------------------------------------------------- | ---------------------------------------------------------------------------------- | ---------------------------------------------------------------------------------- | ---------------------------------------------------------------------------------- | ---------------------------------------------------------------------------------- |
|                                                                                    | 2004                                                                               | 2004                                                                               | 2005                                                                               | 2005                                                                               | 2017                                                                               | 2017                                                                               |                                                                                    |
| Turquie                                                                            | 110 000                                                                            | 31 %                                                                               | 110 000                                                                            | 28 %                                                                               | 174 038                                                                            | 25 %                                                                               |                                                                                    |
| Chine                                                                              | 84 500                                                                             | 24 %                                                                               | 88 000                                                                             | 22 %                                                                               | 112 783                                                                            | 16 %                                                                               |                                                                                    |
| Maroc                                                                              | 28 000                                                                             | 7 %                                                                                | 30 000                                                                             | 8 %                                                                                | 45 746                                                                             | 7 %                                                                                |                                                                                    |
| Argentine                                                                          | 25 667                                                                             | 7 %                                                                                | 25 667                                                                             | 7 %                                                                                | 27 400                                                                             | 4 %                                                                                |                                                                                    |
| Iran                                                                               | 25 000                                                                             | 7 %                                                                                | 25 000                                                                             | 6 %                                                                                | 78 777                                                                             | 11 %                                                                               |                                                                                    |
| Uruguay                                                                            | 9 000                                                                              | 3 %                                                                                | 9 000                                                                              | 2 %                                                                                | 4 859                                                                              | 0,7 %                                                                              |                                                                                    |
| Russie                                                                             | 7 310                                                                              | 2 %                                                                                | 8 000                                                                              | 2 %                                                                                | 5 855                                                                              | 0,8 %                                                                              |                                                                                    |
| Roumanie                                                                           | 8 000                                                                              | 2 %                                                                                | 8 000                                                                              | 2 %                                                                                | 5 878                                                                              | 0,8 %                                                                              |                                                                                    |
| Mexique                                                                            | 7 550                                                                              | 2 %                                                                                | 7 550                                                                              | 2 %                                                                                | 5 030                                                                              | 0,7 %                                                                              |                                                                                    |
| Monde                                                                              | 381 309                                                                            | 100 %                                                                              | 391 721                                                                            | 100 %                                                                              | 692 262                                                                            | 100 %                                                                              |                                                                                    |

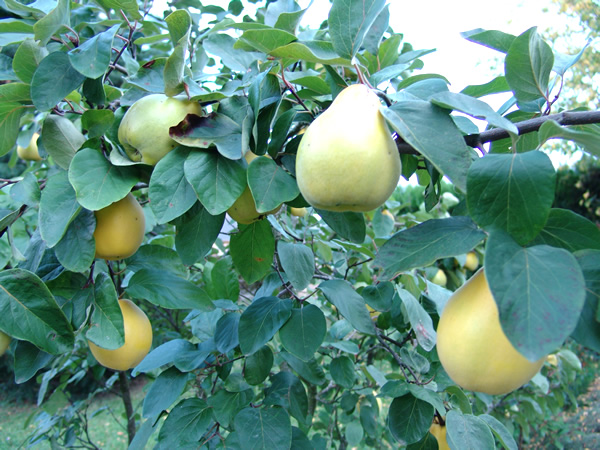
Coings sur l'arbre. Sa chair fibreuse est pleine de pectine. Sa peau est recouverte d'un doux duvet.

À long terme, la Turquie a toujours dominé la production de coing.
Il existe un cognassier de Chine (Pseudocydonia sinensis, 木瓜 mugua), une espèce  différente du cognassier commun d'Europe et du Moyen orient (Cydonia oblonga). Il donne des fruits plus gros et également comestibles mais ayant surtout une utilisation médicinale. Bien qu'il croisse en Europe et en Californie, il n'y est cultivé que comme plante ornementale. Le cognassier Cydonia oblonga, domestiqué en Asie centrale, a été introduit au Xinjiang par la route de la soie dès les temps anciens. Il est maintenant cultivé sous le nom de 榅桲 wenpo,dans les provinces du Xinjiang, Shaanxi, Jiangxi et Fujian.
La Chine qui n'avait qu'une production assez faible de coings, ne commence à rentrer dans les statistiques de la FAO qu'en 1985 avec une production 2 000 tonnes. Entre 1991 et 2001, sa production fait un grand bond en avant puisqu'elle est multipliée par 18 (elle passe de 5000 à 90 000 tonnes), puis sa production se stabilise et recommence à croître lentement après 2011.
En Iran, la production de coing a cru très rapidement entre 2008 et 2015. C'est maintenant le troisième producteur mondial.
L'Algérie est devenu un producteur de coings important dans les années 2005 (avec 6 422 tonnes) ; en 2017, avec 12 400 t elle atteint 1,7 % de la production mondiale.
En Europe , l'Espagne est le premier producteur avec 8 405 tonnes en 2017.

## Calendrier républicain
Le nom du coing fut attribué au 28e jour du mois de brumaire du calendrier républicain français, généralement chaque 18 novembre du calendrier grégorien.